# Mariborsko jezero
Der Mariborsko jezero (deutsch Maribor-See) ist der Name eines Stausees und eines Landschaftsschutzgebietes in der Stadtgemeinde Maribor in der Region Untersteiermark im Norden Sloweniens.
Die Anlage entstand durch die Aufstauung der Drau für den Bau des Wasserkraftwerks Mariborski Otok westlich der Stadt Maribor zwischen den Siedlungen Bresternica und Kamnica. Einschneidende Eingriffe in die Natur führten hier nicht nur zur Zerstörung verschiedener Biotope, sondern auch zur Entstehung neuer Schutzgebiet. Der Maribor-See, insbesondere sein unterer Teil, wurde bereits in den 1980er Jahren als national bedeutsames Überwinterungsgebiet für Wasservögel anerkannt.

## Geographie des Stausees
Das Gebiet des Maribor-Sees beginnt auf der Ruško-Selniško polje genannten Ebene zwischen den Orten Ruše und Selnica, wo sich das Drautal zum letzten Mal leicht erweitert, bevor es in den flachen Teil der slowenischen Region Podravje übergeht. Aufgrund des tiefen Flussbettes der Drau an dieser Stelle folgt der Stausee dem ehemaligen Flusslauf. Mit dem Staudamm wurden an einigen Stellen die Mündungsschluchten einiger Nebenflüsse überschwemmt, wodurch enge, weit ins Hinterland reichende Buchten entstanden.
Die vielerorts steil zum Flussbett der Drau abfallenden Ufer sind weitgehend unbewohnt geblieben. Meist sind sie von einem Streifen Auwald umgeben. Das Hinterland ist an einigen Stellen mit ausgedehnten Wäldern bedeckt. In der Nähe von Bresternica wurden aus Seeschlamm zwei künstliche Inseln gebaut.

## Flussinsel Mariborski otok
Mariborski otok (deutsch Maribor-Insel) ist eine natürliche Flussinsel, die durch die alluviale Wirkung der Drau entlang der letzten bedeutenden Verengung des Flussbettes an ihrem Übergang vom Drautal zur gemeinsamen Ebene von Draufeld und Pettauer Feld (Dravsko-Ptujsko polje) entstanden ist. Die Maribor-Insel ist eine der wenigen erhaltenen permanenten Flussinseln in Slowenien und die einzige, die keine typische Kiesbank ist, sondern aus kompakten Felsen besteht. Auf der Stelle ehemaliger Stromschnellen befindet sich heute das Wasserkraftwerk Mariborski otok. Um eine unerwünschte Erosion der Insel zu verhindern, wurde auf der Westseite ein spezieller Betonpier mit einem Wellenbrecher gebaut.
Bereits 1951 wurde die Insel als Natursehenswürdigkeit und 1992 als Naturdenkmal geschützt. Die große Vielfalt an Pflanzenarten auf der Maribor-Insel ist eine Besonderheit in diesem Teil Sloweniens.

## Landschaftspark Mariborsko jezero
1992 wurde der gleichnamige Landschaftsschutzpark (Krajinski park Mariborsko jezero) eingerichtet.
Er umfasst den Fluss Drau mit einem Uferstreifen zwischen der Gemeindegrenze von Maribor zur Gemeinde Ruše und dem Kraftwerk Mariborski otok. Der Maribor-See wurde dadurch zu einem wichtigen Erholungsgebiet, das Seeufer zum Naturschutzgebiet.